# .mm
.mm (Mianmar) é o código TLD (ccTLD) na Internet para o Mianmar.